# Tega Tosin Richard
Tega Tosin Richard (sinh ngày 13 tháng 11 năm 1992) là một nữ đô vật người Nigeria. Cô đã tham dự Đại hội Thể thao Khối thịnh vượng chung năm 2010 và giành huy chương đồng trong nội dung 59kg tự do nữ. Cô cũng giành được huy chương bạc trong sự kiện tự do 63 kg của phụ nữ tại Giải vô địch đô vật châu Phi năm 2010.